# Worship (Band)
Worship ist eine deutsche Funeral-Doom-Metal-Band. Gegründet wurde sie 1998 von dem Franzosen Fucked Up Mad Max (d. i. Max Varnier) und von dem Deutschen Daniel The Doomonger (d. i. Daniel Vaross).

## Geschichte
Fucked Up Mad Max und Daniel The Doomonger lernten sich kennen und wurden Freunde, als Max, zugleich Herausgeber des Fanzines Ocean Morphique, Daniel mehrfach interviewte. Da beide das Interesse an Doom Metal teilten, gründeten sie gemeinsam eine Band; Daniel war für die Musik verantwortlich, zusammen schrieben sie die Texte und sangen, Max spielte auf späteren Aufnahmen Schlagzeug.
Während eines Aufenthalts in Kanada nahm sich der manisch-depressive Max im Vollrausch im Juli 2001 das Leben, indem er von einer Brücke sprang. 2003 wurde die Band von Daniel nach vielfachem Zureden wieder aktiviert, als weiterer Gitarrist stieß 2004 Satachrist zur Band sowie am Bass im Studio Kuolema. Gemeinsam wurde das mit Max bereits begonnene Album zu Ende eingespielt.
Zum ersten Mal spielte die Band (mit zusätzlichen Live-Musikern) im Jahre 2005 drei Konzerte in Belgien und Holland, zum zehnjährigen Bestehen im Jahre 2008 spielte die Band dann eine Jubiläumstour unter anderem mit Auftritten in Russland und Japan. 2014 tourte die Band erneut in Japan, unter anderem begleitet durch Corrupted.
Die Band verstand sich immer explizit als Underground-Band, mit wenig Interesse an kommerziellem Erfolg. Daniel war von 2000 bis 2009 auch aktiv als Sänger der Band Beyond the Void.
Die Band debütierte 1999 mit einer Demo-Kassette Last Tape Before Doomsday. 2001 nahm die Band für eine neue Veröffentlichung auf. Bis 2002 erschienen weitere Aufnahmen auf Split-Singles sowie die vielfache Wiederveröffentlichung des Demos als Last Vinyl Before Doomsday, später auch als Last CD Before Doomsday. 2007 erschien das zweite Album Dooom, das teilweise noch auf mit Max eingespieltem, aber mit den neuen Musikern gemeinsam weiterentwickeltem Material basierte und hörspielartige Züge aufweist. Der Nachfolger Terranean Wake erschien 2012.

## Diskografie
- Last Tape Before Doomsday (1999), wiederveröffentlicht 2000, 2001, 2004, 2006, 2009
- Worship/Agathocles Split (2000)
- Worship/Stabat Mater Split (2002)
- Mournful Congregation/Worship Split (2002)
- Worship/Loss Split (2005)
- Dooom (2007)
- Worship/Wither Split (2007)
- Worship/Persistence in Mourning Split (2008)
- Terranean Wake (2012)